# Populärmusik från Vittula (film)
Populärmusik från Vittula är en svensk dramakomedifilm som hade biopremiär i Sverige den 24 september 2004, baserad på romanen med samma namn  av Mikael Niemi.

## Handling
Matti klättrar upp på en bergstopp i Himalaya, för att sprida ut askan av sin barndomsvän Niila. Sen sätter sig Matti ner och får syn på en tibetansk böneplatta i snön, som han kysser och råkar frysa fast tungan. I det ögonblicket minns han sin barndom under 1960-talet, där Matti och hans kompis Niila växer upp i kvarteret Vittulajänkkä. Det är ett barnrikt område i Pajalas utkant där det ofta pratas svenska, meänkieli och finska, på grund av gränsen till Finland.
Matti är en nyfiken och filosofisk pojke. I hans släkt har han bland andra sin skojfriska pappa Birger, farbror Ville som är ungkarl, en surmulen och kommunistisk farfar tillika jägare, samt sin smygsupande och spydiga storasyster Maggan. Niila är en ganska tystlåten men vild pojke. Hans familj är starkt laestadianskt troende och har det ganska knapert hemma. Niilas pappa Isak är en elak och självisk hemmansägare, som slår sina barn så fort de gör något han inte gillar. Niilas mamma Päivi fokuserar mest på att jobba i köket och vågar inte skydda sina barn från pappan.
Pojkarna lär sig att Tornedalen inte tillhör "det riktiga Sverige", där alla känner sig som svenskar. Matti och Niila upptäcker senare sin kärlek till rock'n'roll-musik, efter att Niila har fått en vinylskiva av sina amerikanska kusiner på Niilas farmors begravning. När Matti och Niila blir äldre, drömmer de att få lämna Pajala och resa ut i världen.

## Om filmen
- Filmen spelades till stor del in i samhället Tärendö, cirka 4 mil väster om Pajala. En liten scen är inspelad på Bergnäsbron i Luleå, när musikläraren Greger cyklar genom Sverige.
- Filmen hade biopremiär i Pajala den 20 september 2004, i 49 orter i Norrland den 24 september och i övriga Sverige den 1 oktober.
- I den versionen som släpptes i Finland görs berättarrösten av Peter Franzén.

## Rollista i urval
- Niklas Ulfvarson – Matti (7 år)
- Max Enderfors – Matti (15 år)
- Tommy Vallikari – Niila (7 år)
- Andreas af Enehielm – Niila (15 år)
- Mikael Niemi – Mattis berättarröst
- Lasse Beischer – Matti (40 år)
- Göran Forsmark – Birger, Mattis pappa
- Carina M Johansson – Solveig, Mattis mamma
- Carla Abrahamsen – Maggan, Mattis storasyster
- Sten Ljunggren – Mattis farfar
- Lennart Jähkel – Einari
- Fredrik Hammar – Ville
- Rikard Haapala – Hååkani
- Jarmo Mäkinen – Isak, Niilas pappa
- Kati Outinen – Päivi, Niilas mamma
- Reijo Johansson – Johan, Niilas storebror (11 år)
- Eero Milonoff – Johan, Niilas storebror (19 år)
- Tarja-Tuulikki Tarsala – Niilas farmor
- Björn Kjellman – Greger
- Gustav Wiklund – Ryssi-Jussi
- Filip Pachuchi – Holgeri
- Ville Kivelä – Erkki
- Maria Möller – finskan
- Annika Marklund – den mörka skönheten
- Tord Peterson – Knut
- Lamine Dieng – Kambune
- Lisa Lindgren – lärarinnan
- Börje Andersson-Junkka – prästen Tawe

## DVD
Filmen gavs ut på DVD 2005.

### Webbkällor
- Populärmusik från Vittula på Svensk Filmdatabas

### Fotnoter
1. ↑  ”Populärmusik från Vittula”. Svensk filmdatabas. 24 september 2004. http://www.sfi.se/sv/svensk-filmdatabas/Item/?itemid=56059&type=MOVIE&iv=Basic. Läst 30 september 2016.